# شخصية غير قابلة للعب

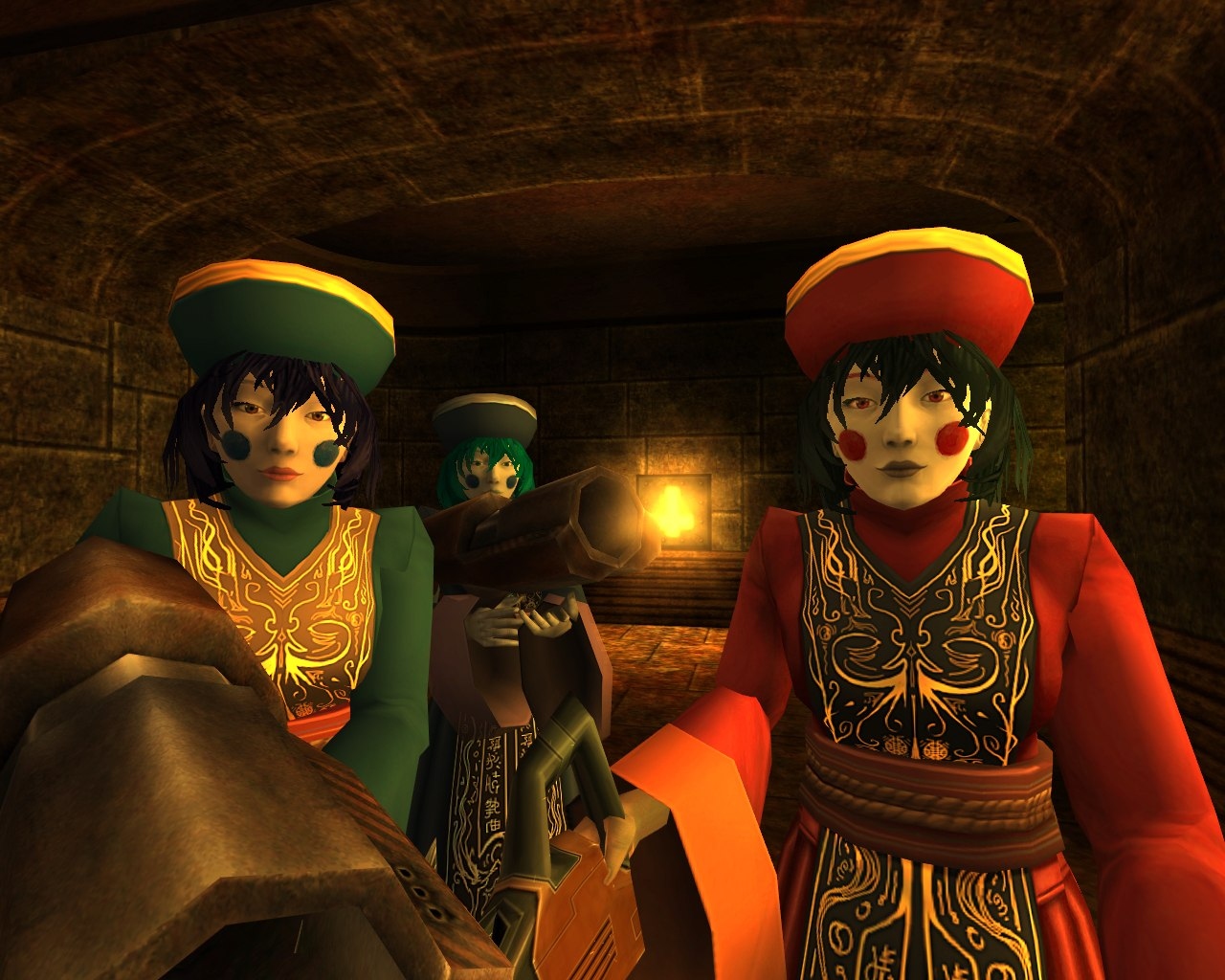
شخصية غير قابلة للعب

شخصية غير قابلة للعب (بالإنجليزية: Non-player character)‏ وتختصر كـ NPC هي أي شخصية في لعبة لا يتم التحكم بها من خلال اللاعب، في ألعاب الفيديو يشير هذا إلى الشخصيات التي يتحكم بها الحاسوب ولا تكون تحت التحكم المباشر من قبل اللاعب. يتم تحديد سلوك الشخصيات الغير قابلة للعب بشكل مسبق أو تلقائي ويتم تحفيز سلوك هذه الشخصيات عن طريق الحوار مع شخصية اللاعب أو أن يقوم اللاعب بعمل إجراء معين. من الأمثلة عليها شخصية «التاجر» في لعبة ريزدنت إيفل 4 والذي يظهر في أماكن مختلفة من اللعبة حسب تقدم اللاعب.

## لعبة تقمص أدوار
في لعبة لعب تقمص الأدوار المنضدية التقليدية مثل سجون وتنانين، فإن الشخصية الغير قابلة للعب هي شخصية يقوم بها مدير اللعبة. إذا كانت شخصيات اللاعب تشكل أبطال السرد، فيمكن اعتبار الشخصيات من غير اللاعبين على أنها «الممثلين الداعمين» أو «الإضافات» لسرد لعب الأدوار. تملأ الشخصيات من غير اللاعبين العالم الخيالي للعبة، ويمكنها ملء أي دور لا تشغله شخصية قابلة للعب. قد تكون الشخصيات من غير اللاعبين حلفاء أو متفرجين أو منافسين لأجهزة الكمبيوتر. يمكن أن تكون الشخصيات غير القابلة للعب أيضًا تجارًا يتاجرون بالعملة لأشياء مثل المعدات. وبالتالي تختلف الشخصيات غير القابلة للعب في مستوى التفاصيل. قد يكون بعضها مجرد وصف موجز، بينما قد يكون لدى البعض الآخر إحصائيات كاملة عن اللعبة وقصص خلفية خاصة بهم.